# متیو کیسی (بازیکن فوتبال)
متیو کیسی (انگلیسی: Matthew Casey؛ زادهٔ ۱۳ نوامبر ۱۹۹۹) بازیکن فوتبال است.
از باشگاه‌هایی که در آن بازی کرده‌است می‌توان به باشگاه فوتبال پورتسموث اشاره کرد.